# 1840 au Nouveau-Brunswick
Chronologie du Nouveau-Brunswick
- 1836
- 1837
- 1838
- 1839
- 1840
- 1841
- 1842
- 1843
- 1844

Cette page concerne des événements survenus en 1840 dans la colonie du Nouveau-Brunswick.

## Événements
- William Black succède à Robert Hazen au poste du maire de Saint-Jean.

## Naissances
- Joseph Poirier, député
- 29 octobre : Ezekiel McLeod, juge